# IC 241
IC 241 је спирална галаксија у сазвјежђу Кит која се налази на листи објеката дубоког неба у Индекс каталогу.
Деклинација објекта је + 2° 19' 40" а ректасцензија 2h 37m 54,4s. Привидна величина (магнитуда) објекта IC 241 износи 13,6 а фотографска магнитуда 14,4. IC 241 је још познат и под ознакама UGC 2115, MCG 0-7-58, CGCG 388-71, PGC 9969.